# 6 Hours of Silverstone 2013
6 Hours of Silverstone 2013 – 6-godzinny wyścig samochodowy na torze Silverstone Circuit w Wielkiej Brytanii. Odbył się w dniach 12-14 kwietnia 2013 i był częścią World Endurance Championship.

## Wyniki kwalifikacji[1]
| Poz. | Klasa     | Drużyna                        | Średni czas       | Pole startowe |
| ---- | --------- | ------------------------------ | ----------------- | ------------- |
| 1    | LMP1      | No. 7 Toyota Racing            | 1:48.021          | 1             |
| 2    | LMP1      | No. 8 Toyota Racing            | 1:49.995          | 2             |
| 3    | LMP1      | No. 2 Audi Sport Team Joest    | 1:51.283          | 3             |
| 4    | LMP1      | No. 12 Rebellion Racing        | 1:52.124          | 4             |
| 5    | LMP1      | No. 1 Audi Sport Team Joest    | 1:53.488          | 5             |
| 6    | LMP1      | No. 13 Rebellion Racing        | 1:53.835          | 6             |
| 7    | LMP2      | No. 25 Delta-ADR               | 1:55.148          | 7             |
| 8    | LMP2      | No. 24 OAK Racing              | 1:57.629          | 8             |
| 9    | LMP2      | No. 26 G-Drive Racing          | 1:57.697          | 9             |
| 10   | LMP2      | No. 35 OAK Racing              | 1:58.729          | 10            |
| 11   | LMGTE Pro | No. 97 Aston Martin Racing     | 2:00.566          | 11            |
| 12   | LMGTE Pro | No. 99 Aston Martin Racing     | 2:00.722          | 12            |
| 13   | LMGTE Am  | No. 96 Aston Martin Racing     | 2:01.158          | 13            |
| 14   | LMGTE Pro | No. 91 Porsche AG Team Manthey | 2:01.308          | 14            |
| 15   | LMGTE Pro | No. 92 Porsche AG Team Manthey | 2:01.452          | 15            |
| 16   | LMGTE Pro | No. 51 AF Corse                | 2:01.512          | 16            |
| 17   | LMGTE Am  | No. 95 Aston Martin Racing     | 2:01.544          | 17            |
| 18   | LMP2      | No. 32 Lotus                   | 2:01.555          | 18            |
| 19   | LMGTE Pro | No. 71 AF Corse                | 2:01.803          | 19            |
| 20   | LMP2      | No. 31 Lotus                   | 2:02.144          | 20            |
| 21   | LMGTE Am  | No. 61 AF Corse                | 2:02.396          | 21            |
| 22   | LMP2      | No. 49 Pecom Racing            | 2:02.454          | 22            |
| 23   | LMGTE Am  | No. 81 8 Star Motorsports      | 2:02.513          | 23            |
| 24   | LMGTE Am  | No. 50 Larbre Compétition      | 2:02.862          | 24            |
| 25   | LMP2      | No. 47 KCMG                    | 2:02.991          | 25            |
| 26   | LMGTE Am  | No. 76 IMSA Performance Matmut | 2:04.176          | 26            |
| 27   | LMP2      | No. 41 Greaves Motorsport      | 2:04.491          | 27            |
| 28   | LMGTE Am  | No. 57 Krohn Racing            | 2:05.482          | 28            |
| 29   | LMP2      | No. 45 OAK Racing              | 2:10.475          | 29            |
| 30   | LMP1      | No. 21 Strakka Racing          | –                 | 30            |
| –    | LMGTE Am  | No. 88 Proton Competition      | Nie wziął udziału | 31            |

## Wyniki wyścigu[2]
| Poz. | Klasa     | Nr | Drużyna                 | Kierowcy                                            | Okrążeń |
| ---- | --------- | -- | ----------------------- | --------------------------------------------------- | ------- |
| 1    | LMP1      | 2  | Audi Sport Team Joest   | Allan McNish Tom Kristensen Loïc Duval              | 197     |
| 2    | LMP1      | 1  | Audi Sport Team Joest   | André Lotterer Marcel Fässler Benoît Tréluyer       | 197     |
| 3    | LMP1      | 8  | Toyota Racing           | Anthony Davidson Stéphane Sarrazin Sébastien Buemi  | 196     |
| 4    | LMP1      | 7  | Toyota Racing           | Alexander Wurz Nicolas Lapierre                     | 196     |
| 5    | LMP1      | 12 | Rebellion Racing        | Nicolas Prost Neel Jani Nick Heidfeld               | 193     |
| 6    | LMP1      | 13 | Rebellion Racing        | Andrea Belicchi Mathias Beche Congfu Cheng          | 190     |
| 7    | LMP2      | 25 | Delta-ADR               | Tor Graves Antônio Pizzonia James Walker            | 184     |
| 8    | LMP2      | 24 | OAK Racing              | Olivier Pla Alex Brundle David Heinemeier Hansson   | 183     |
| 9    | LMP2      | 49 | Pecom Racing            | Luís Pérez Companc Pierre Kaffer Nicolas Minassian  | 179     |
| 10   | LMP2      | 35 | OAK Racing              | Bertrand Baguette Martin Plowman Ricardo González   | 179     |
| 11   | LMP2      | 41 | Greaves Motorsport      | Tom Kimber-Smith Chris Dyson Michael Marsal         | 179     |
| 12   | LMP2      | 47 | KCMG                    | Alexandre Imperatori Matthew Howson Jim Ka To       | 179     |
| 13   | LMP2      | 26 | G-Drive Racing          | Roman Rusinow John Martin Mike Conway               | 176     |
| 14   | LMGTE Pro | 97 | Aston Martin Racing     | Darren Turner Stefan Mücke Bruno Senna              | 171     |
| 15   | LMGTE Pro | 71 | AF Corse                | Kamui Kobayashi Toni Vilander                       | 170     |
| 16   | LMGTE Pro | 99 | Aston Martin Racing     | Frédéric Makowiecki Paul Dalla Lana Pedro Lamy      | 170     |
| 17   | LMGTE Pro | 92 | Porsche AG Team Manthey | Marc Lieb Richard Lietz Romain Dumas                | 170     |
| 18   | LMGTE Pro | 51 | AF Corse                | Gianmaria Bruni Giancarlo Fisichella                | 170     |
| 19   | LMGTE Am  | 95 | Aston Martin Racing     | Allan Simonsen Kristian Poulsen Christoffer Nygaard | 169     |
| 20   | LMGTE Pro | 91 | Porsche AG Team Manthey | Jörg Bergmeister Patrick Pilet Timo Bernhard        | 168     |
| 21   | LMGTE Am  | 50 | Larbre Compétition      | Julien Canal Patrick Bornhauser Fernando Rees       | 166     |
| 22   | LMGTE Am  | 81 | 8 Star Motorsports      | Enzo Potolicchio Rui Águas Philipp Peter            | 165     |
| 23   | LMGTE Am  | 96 | Aston Martin Racing     | Roald Goethe Jamie Campbell-Walter Stuart Hall      | 165     |
| 24   | LMGTE Am  | 88 | Proton Competition      | Christian Ried Gianluca Roda Paolo Ruberti          | 165     |
| 25   | LMGTE Am  | 57 | Krohn Racing            | Tracy Krohn Niclas Jönsson Maurizio Mediani         | 164     |
| 26   | LMGTE Am  | 76 | IMSA Performance Matmut | Raymond Narac Christophe Bourret Jean-Karl Vernay   | 163     |
| 27   | LMP2      | 45 | OAK Racing              | Jacques Nicolet Jean-Marc Merlin                    | 154     |
| 28   | LMGTE Am  | 61 | AF Corse                | Jack Gerber Matt Griffin Marco Cioci                | 139     |
| NC   | LMP2      | 32 | Lotus                   | Thomas Holzer Dominik Kraihamer Jan Charouz         | 113     |
| DNF  | LMP1      | 21 | Strakka Racing          | Nick Leventis Jonny Kane Danny Watts                | 55      |
| DNF  | LMP2      | 31 | Lotus                   | Kevin Weeda Christophe Bouchut Vitantonio Liuzzi    | 44      |